# 한상아
한상아(1990년 7월 23일 ~ )는 대한민국의 여자 트로트 가수 겸 교수이다.

## 개요
한상아는 1990년 충청북도 충주시 교현2동에서 태어났다. 현재 충주에는 부모님이 살고 한상아는 타지에 거주 중이다. 5~6살 때 산타로부터 강아지 인형을 선물받았는데, 그게 실제 산타인 줄 알고 자랑하고 다녔다고 한다. 11살 때부터 외할머니(2020년에 99세) 손에서 자랐다. 충주여자고등학교에 재학시절 학생회장을 역임했다. 충주여고 2학년 때 단체로 에어로빅 퍼포먼스를 위해 안무짜고 하던게 뭉클했다고 한다. 연습에 잘 안오던 애들 혼내고 그랬는데, 어느날 없어져서 찾아러 교실에 갔는데, 친구들이 케익에 촛불 켜놓고 축하해줘서 감동의 눈물을 흘렸다고 한다.아직 팬클럽이 없어서 팬클럽을 만들어 크리스마스에 팬들과 보내고 싶다고 한다.
늘씬한 몸매 만큼이나 시원시원한 성격의 소유자이며, 유머와 재치가 있다. 유종의 미를 아는 의리파 여성이다. 
현재 중국어 공부를 열심히 하고 있는데 ,아시아의 슈퍼스타가 되겠다는 큰 포부를 품고있다. 
닉네임이 '명랑천재','쌍화탕','꽃상아'로 알려진 그녀는 2024년 현재 앨범 <비밀의 화원> 을 발매하였다. 더블 타이틀곡이 수록되었는데 8090레트로 댄스팝 '청주공항' 과 전통발라드 '소금꽃'이 수록되어 색다른 매력을 보여주고 있다.

## 데뷔
- 2017년 디지털 싱글 앨범 《해피택시》

## 앨범
- 2014.07.30. 1집 《기다림도 사랑이다 (나백수 1기)》 (장르: 발라드)
- 2017.07.03. 2집 싱글 《해피택시》 (장르: 트로트) - 수록곡 <해피택시>,<솔직한 남자>
- 2019.03.05. 3집 싱글 《빨래를 돌려주세요》 (장르: 트로트)
- 2019.08.21. OST 《모두 다 쿵따리 OST Part 5》 수록곡 <그 말> (장르: 드라마 음악, 발매사: (주)다날엔터테인먼트, 기획사: 이캐스트 엔터테인먼트)
- 2020. MBC충북 《즐거운 오후》 로고송
- 2021.05.12. EP(미니) 《3rd Mini Album ‘철지난 코트’》 수록곡 <철지난 코트>,<해피택시>,<빨래를 돌려주세요>,<솔직한 남자> (장르: 성인가요, 발매사:다날엔터테인먼트, 기획사:잭팟뮤직컴퍼니)
- 2022.09.28 《신영산홍가》 '강원영동MBC 합작' 발매 (장르: 트로트)
- 2023.09.18 4집 싱글 "비밀의 화원" 《청주공항》 -8090레트로팝  《소금꽃》 -발라드 발매

## 방송(TV)
- SBS 더트롯쇼 81회차 23년 4월 17일
- MBC충북 '아침N 특직방송 다시, 희망을 봄' '아침N트로조' , '생활력' , '즐거운 오후 연말특집 및 정규방송' '리포터' 출연
- KBS1 TV '아침마당' 도전 꿈의 무대
- 2020.12.16. 부산MBC "숨트덕"
- 청주 KBS '무대를 빌려드립니다' 방송 및 특집방송 출연
- 여수 MBC '오마이 싱어' ,'트로트클라쓰'  등
- 청주 CJB 뮤직파워 출연
- KCN 금강방송 음악방송 및 리포터 출연

## 라디오
- 2017년 SBS Love FM '김흥국 안선영의 아싸라디오 출연
- 2023년 MBC "싱글벙글쇼" 출연
- 2020년 서울 BBS 불교방송 "주병선.자용스님 오후가좋다" 출연
- 2021년 서울 BBS 불교방송 "도현아의 아무튼트로트" 출연
- 2021년 KBS '김혜영과 함께' , '한민족방송 보고싶은 얼굴, 그리운 목소리' 출연
- 한국교통방송 서울  TBN '박철의 방방곡곡' 출연
- 2021.07.23. TBS 《최일구의 허리케인 라디오》 '서바이벌 힘든싱어', 김유라 & 한상아, 1라운드 <오늘이 젊은 날>, 2라운드 <Rolling In The Deep>
- TBS 이가희의 러브레터 출연
- MBC충북 《송민수 하미진의 '즐거운 오후'》 게스트 《송민수 이가회의 '즐거운 오후'》 게스트
- MBC충북 《송민수 하미진의 '즐거운 오후'》 일일 DJ 2회
- TBN 교통방송 전국 "서울,부산,광주,대구,대전,경인,강원,전북,울산,경남,경북,제주,충북"
- 여수 MBC '신나는 오후' 경남 MBC ,울산 MBC, 등 전국 MBC 출연
- TBC ,JIBS, CJB  등 출연
- KCN 금강방송 다 회 출연

## 행사
- 2020 고양-한스타 SBO(연예인 야구)대회 1경기 라바와 크로세이더스 전 시구
- 2023 제천한방바이오엑스포 MBC충북 공개방송 초대가수
- 2023 안성대고려죽주축제 초대가수
- 2024 부산 동명불원 가을 산사음악회 초대가수
- 2022 노량진 수산대축제 초대가수
- 2022 충주 호수축제 초대가수
- 2022 구룡포 가요 뮤직스테이션 초대가수
- 2021 울산 방어진 축제 초대가수
- 2021 중원문화재단 주최 ' 배란다 콘서트' 초대가수 2회
- 2019 충주 무술축제 초대가수

## 로고송
- MBC 충북 라디오 '즐거운 오후' 로고송
- 울산 MBC '확깨는 라디오' 로고송
- BBS서울 불교방송 '도현아의 아무튼 트로트' 로고송
- TBS서울교통방송 '이가희의 러브레터' 로고송
- 광주 교통방송 'TBN차차차' 로고송
- 경남 교통방송 'TBN차차차' 로고송
- BTN 불교TV '김중연의 수호천사' 로고송
- WBS 원음불교방송 라디오 로고송

## 경력
- 2019.08 충주사과 홍보대사
- 2020.05.23. 대한궁술문화원형보존회 홍보대사
- 현 충청대학교 실용음악과 교수

## 학력
- 2011년 충주여자고등학교 졸업
- 2015년 동서울대학교 실용음악과 보컬전공 졸업
- 2016년 서울예술대학교 공연창작학부 보컬전공 수석 졸업

## 기타
- 키 163cm, 혈액형 A형